# Conservatorism fiscal
Conservatorismul fiscal este o filozofie politică și economică în ceea ce privește politica fiscală și responsabilitatea fiscală care pledează pentru impozite mici, cheltuieli guvernamentale reduse și datorii publice minime. Dereglementarea, comerțul liber, privatizarea și reducerea impozitelor sunt calitățile sale definitorii. Conservatorismul fiscal nu urmează perspectivele filosofice ale conservatorismului, ci ale liberalismului clasic și ale liberalismului economic.
Termenul își are originea în epoca New Deal din anii 1930, ca urmare a politicilor inițiate de liberalii moderni, când mulți liberali clasici au început să se numească conservatori deoarece nu doreau să fie identificați cu ceea ce trecea pentru liberalism în Statele Unite. În Statele Unite, termenul de liberalism a devenit asociat cu statul bunăstării și a extins politicile de reglementare create ca urmare a New Deal și a ramurilor sale din anii 1930 încoace.